# Aya Kanno
Aya Kanno (菅野文 Kanno Aya; Tòquio, 30 de gener de 1980) és una dibuixant de manga shojo japonesa, coneguda per la seva obra Otomen, on posa en dubte el rols de gènere tradicionals del Japó.

## Biografia
Va debutar com a mangaka amb Soul Rescue l'any 2001 a la revista Hana to Yume, publicació amb la qual va començar a treballar als 21 anys i encara hi continua treballant. La seva primera obra va llarga va ser Otomen, que va començar a publicar-se el 2006 i va durar fins a l'any 2013, assolint un total de 18 volums. En aquesta obra, una de les més conegudes de Kanno, el protagonista és un noi amb aficions típicament femenines, que bàsicament posa en contradicció els rols tradicionals de gènere al Japó. La paraula otomen (de otome, donzella en japonès, i men, home en anglès) es va posar de moda com a terme d'ús comú al Japó. Mentre es publicava, el manga va ser adaptat en una sèrie de televisió el 2009. L'obra també va tenir molt d'èxit a nivell internacional gràcies a la llicència a diversos països, i va fer-se lloc entre les primeres posicions de les llistes de manga més venuts als Estats Units. La seva obra combina referències d'estil de la generació millennial amb l'alta cultura, a més d'una rigorosa documentació, cosa que fa impossible classificar estrictament el seu treball. Pel que fa al dibuix, és estilitzat i detallat, transmetent les emocions humanes especialment a través de la reflexió sobre el gènere i el virtuosisme. A banda d'Otomen, aquestes reflexions queden plasmades en la seva darrera obra, en la que encara avui està treballant, Baraō no Sōretsu (en català Rèquiem pel rei de la rosa), que és en realitat una adaptació de les obres Enric VI de Ricard III de William Shakespeare, on el protagonista és un personatge misteriós i androgin, introduint de nou una reflexió sobre el gènere, però unint-lo alhora amb temes de política, poder i de misèria humana.

## Obra
- Soul Rescue (ソウルレスキュー) (2001-2002)
- Kokoro ni Hana wo!! (ココロに花を!!) (2003-2004)
- Hokusō Shinsengumi (北走新選組) (2003–2004)
- Kōtetsu no Hana (凍鉄の花) (2003–2005)
- Akusei -Akusaga- (悪性 -アクサガ-) (2005–2006)
- Otomen (オトメン) (2006–2012)
- Baraō no Sōretsu (薔薇王の葬列) (2013-Present)